# Чукотський півострів
Чуко́тський піво́стрів (рос. Чуко́тский полуо́стров) або просто Чуко́тка — півострів у Росії, поміж Беринговим і Чукотським морями; найбільше висунутий на схід (мис Дежньова, біля селища Уелен) 49 тис. км²; гористий (висота до 1158 м); тундра.
Навколо півострова прямує Північний морський шлях. Єдина континентальна частина Азії, Росії у західній півкулі. Уся територія півострова входить до Чукотського автономного округу. На півострові розташовані Провіденський та Чукотський райони.

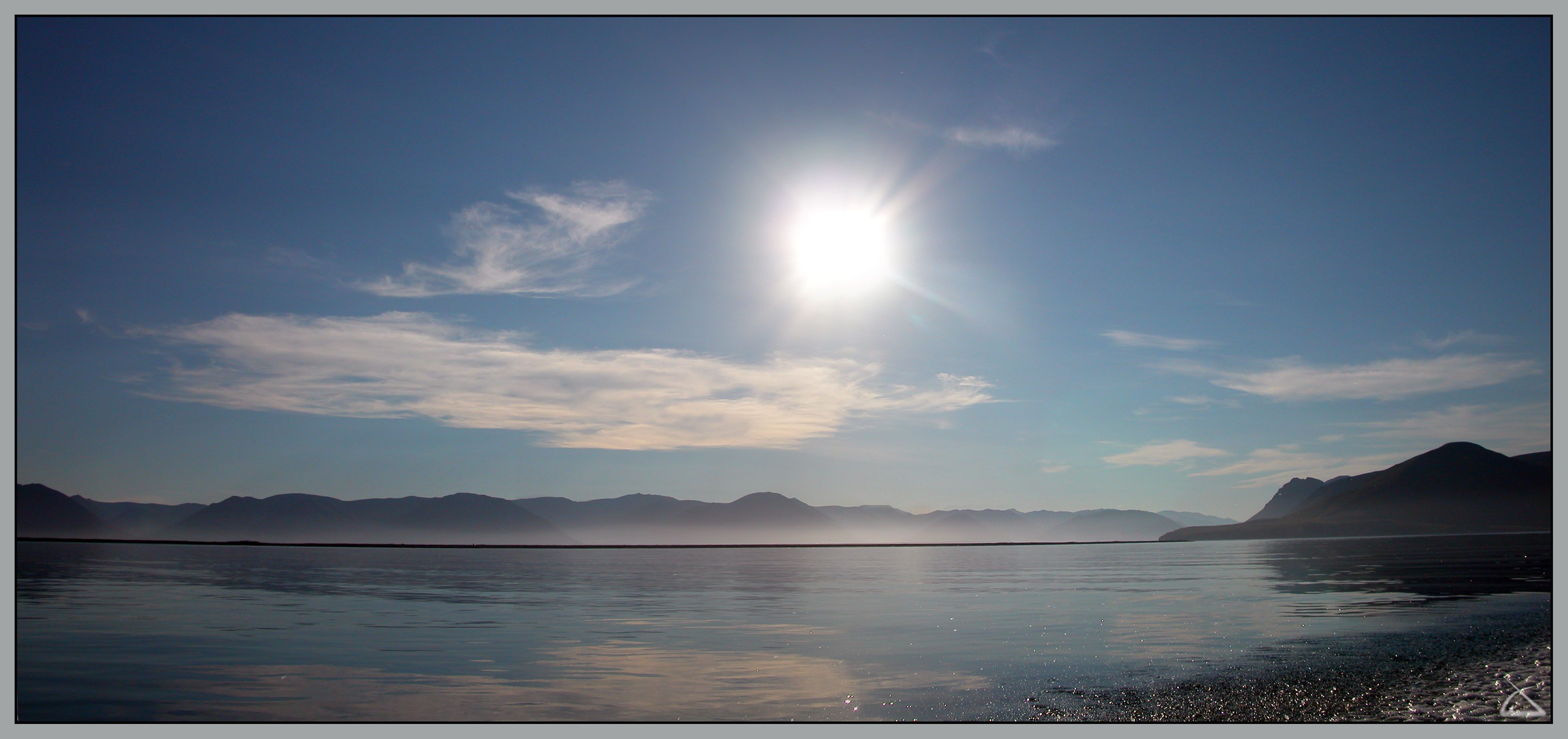
Затока Хреста на Чукотському півостріві

## Клімат
Клімат суворий, на узбережжях — морський, у внутрішніх районах — різко континентальний. Тривалість зими до 10 місяців.
Повсюдно поширена вічна мерзлота. Ненаскрізні (потужністю до 30-40 м) таліки зустрічаються тільки в нижній течії великих річок і найбільшими термокарстовими озерами. Температура мерзлих порід становить, в середньому, −10 °С в осьових частинах гірських хребтів та −6 °С у долинах річок. Загалом вона підвищується до бухти Провидіння, що обумовлено утеплюючим впливом Тихого океану. Потужність мерзлоти також змінюється від 500-700 м у найвищих частинах хребтів до 200-300 м у долинах внутрішньої, віддаленої від моря частини Чукотського півострова.

## Історія
Півострів названий 1728 року Вітусом Берингом за назвою місцевого народу — чукчів, котрі живуть, переважно, на Чукотці.